# Ференц Суса
Ференц Суса (угор. Szusza Ferenc, нар. 1 грудня 1923, Будапешт — пом. 1 серпня 2006, Будапешт) — угорський футболіст, що грав на позиції нападника. По завершенні ігрової кар'єри — футбольний тренер.
Виступав, зокрема, за клуб «Уйпешт», а також національну збірну Угорщини.
Чемпіон Польщі (як тренер). Володар Кубка Польщі (як тренер).

## Клубна кар'єра
У дорослому футболі дебютував 1941 року виступами за команду клубу «Уйпешт», кольори якої і захищав протягом усієї своєї кар'єри гравця, що тривала цілих двадцять років. Більшість часу, проведеного у складі команди був основним гравцем атакувальної ланки команди. Найрезультативніший гравець в історії чемпіонатів Угорщини — 392 забитих м'ячі. Прекрасно взаємодіяв з іншою легендою «Уйпешта» — Дьюлою Женгеллером.

## Виступи за збірну
У 1942 році дебютував в офіційних матчах у складі національної збірної Угорщини. Протягом кар'єри у національній команді, яка тривала 15 років, провів у формі головної команди країни лише 24 матчі, забивши 18 голів.

## Кар'єра тренера
Розпочав тренерську кар'єру невдовзі по завершенні кар'єри гравця, 1962 року, очоливши тренерський штаб клубу «Вашаш Дьйор».
Надалі очолював команди клубів «Уйпешт», «Гурник» (Забже) та «Реал Бетіс».
Останнім місцем тренерської роботи був клуб «Уйпешт», команду якого Ференц Суса очолював як головний тренер до 1981 року.
Помер 1 серпня 2006 року на 83-му році життя в місті Будапешт.

## Титули та досягнення

### Як гравця
- Чемпіон Угорщини (4):

«Уйпешт»: 1945 (весна), 1945–1946, 1946–1947, 1959–1960

### Як тренера
- Чемпіон Польщі (1):

«Гурник» (Забже): 1970–71
- Володар Кубка Польщі (1):

«Гурник» (Забже): 1970–71